# 约翰内斯·阿尔图修斯
约翰斯·阿尔图修斯（德語：Johannes Althusius；1563年－1638年8月12日）是一位荷兰裔德意志法学家和加尔文主义政治哲学家，被视为人民主权学说的关键发展者之一。 他的核心思想是，统治者的权力来自人民，且当统治者放弃或被剥夺权力时，权力将回归于人民。
阿尔图修斯于1603年发表其代表作《政治：系统地阐述，以神圣和世俗的例子说明》（Politica Methodice Digesta）， 并于1610年和1614年发布了经过重大修订的版本。

## 生平与事业
约翰斯·阿尔图修斯出身于赛因-维特根斯坦伯国迪登斯豪森的一个农民家庭，其父汉斯·阿尔特豪斯（Hans Althaus）可能是伯爵的羊毛收购商和磨坊主。他先后在马尔堡大学、科隆大学人文学院学习，后转入巴塞尔大学法学院。在巴塞尔求学期间，他寄宿于神学家约翰·雅各布·格吕诺伊斯（Johann Jacob Grynäus）家中。1586年，他在巴塞尔以论文《论无遗嘱继承法论纲》（Has de successione ab intestato theses）获得法学博士学位。
1585-1586年间，阿尔图修斯可能曾到日内瓦游学，虽然此行程尚无确凿证据，但符合当时加尔文主义学者的求学模式。同年，他被任命为新成立的海尔博恩学院（Herborn Academy）的首位法学教授，其任命部分基于他的早期著作，这些著作运用了拉米斯的逻辑方法。
1604年，阿尔图修斯成为被称为"北方日内瓦"的埃姆登市的法律顾问（Syndikus），并在此职位上服务直至去世。在任期间，他积极维护城市相对于东弗里斯兰伯爵的自治权。 他声望卓著，多次承担外交使命，并拒绝了多所荷兰大学的教职邀请。
1596年，阿尔图修斯与寡妇玛格丽特·克斯勒（Margarethe Keßler）结婚，育有六个孩子。

## 学术成就
阿尔图修斯的政治理论深受加尔文主义和古典自然法思想的影响。在其代表作《政治：系统地阐述》中，他提出了一套基于"联合体"（consociationes）的国家与社会理论。该理论认为，社会是通过一系列从家庭到国家的、自下而上的契约性联合而构成的。 这种分层级的国家结构被后世学者视为联邦主义和辅助性原则的早期体现。
在政治理论史上，阿尔图修斯的主权观被视为对让·博丹（Jean Bodin）君主专制理论的重要替代方案。 与博丹将主权归于君主不同，阿尔图修斯明确主张主权最终属于作为整体的人民（populus）或国家共同体（regnum）。
在实践层面，他提出设立"监察官"（ephors）制度，由这些官员选举最高统治者、监督其行为，并在其违背契约时将其罢免。 他认为神圣罗马帝国的选帝侯、各国的等级代表以及古罗马的元老和保民官等都扮演过类似的角色。
尽管阿尔图修斯的思想在其时代有一定影响，但随着17世纪专制主义的兴起，他逐渐被学界遗忘。

## 政治遗产
阿尔图修斯在很大程度上已被遗忘，直到19世纪末德国法学家奥托·冯·基尔克（Otto von Gierke）通过其专著《约翰斯·阿尔图修斯与自然法国家理论的发展》（1880）才使其重获关注。 俾斯麦统一德国的时代背景下，基尔克特别强调了阿尔图修斯基于多数决策和协商的政治秩序思想。
1932年，卡尔·约阿希姆·弗里德里希（Carl Joachim Friedrich）出版了《政治》一书的缩写新版。第二次世界大战后，弗里德里希作为盟军占领下德国的顾问，参与了《德意志联邦共和国基本法》的起草工作。 1964年，弗雷德里克·史密斯·卡尼（Frederick Smith Carney）出版了《政治》的英文节译本。

## 纪念与声誉
1959年在明斯特成立的约翰斯·阿尔图修斯协会（Die Johannes-Althusius-Gesellschaft）致力于研究16至18世纪的自然法学说和宪政史。
德国的巴特贝勒堡市于1962年将其文理中学命名为约翰斯·阿尔图修斯中学。 同样，埃姆登的文理中学也于1972年更名为约翰斯·阿尔图修斯中学。

## 著作与文献

### 阿尔图修斯的主要著作
- Iuris romani libri duo. Ad leges Methodi Rameae conformati (巴塞尔, 1586)。
- De civilis Conversationis Libri Duo: Methodicé digesti et exemplis sacris et profanis passim illustrati (哈瑙, 1601)。
- Politica Methodice digesta et exemplis sacris et profanis illustrata (海尔博恩, 1603; 1610; 1614)。
  - 2009年版（La politica: ... Tomo II）重印了1614年拉丁文版的全文，并采用现代排版。Tomo I为意大利语译本。
- Dicaelogicae Libri Tres: Totum et universum Jus, quo utimur Methodicé complectentes (海尔博恩, 1617)。

### 完整翻译本
- . 由Ingravalle, Francesco; Povero, Mauro; Malandrino, Corrado翻译. 2009 （意大利语）.
- . 由Demelemestre, Gaëlle翻译. 2023 （法语）.

### 中文译本
- 阿尔图修斯, 约翰斯.  (PDF). 由孔, 令恺翻译. London: Open Democracy & Stettbach Press. 2023  [2025-08-11]. ISBN 978-1-7393257-2-5 （中文）.
- . 由王, 婧翻译. 约翰斯·阿尔图修斯与D. 希耶洛尼穆斯·赞奇合著选集. 上海: 上海三联书店. 2018. ISBN 978-7-5426-6593-5 （中文）.

### 其他语言节选译本
- . 由Carney, Frederick Smith翻译. 1964 （英语）.
- . 由Carney, Frederick S.翻译. 1995 （英语）.
- . 由Veenstra, Jeffrey J.翻译. 《Dicaelogicae libri tres》的拉丁-英语节选本. 2013 （英语）.
- . 由Janssen, Heinrich; Wyduckel, Dieter翻译. 2003 （德语）.
- . 由Mariño, Primitivo; Truyol y Serra, Antonio翻译. 1990 （西班牙语）.

### 评注文献
- Gierke, Otto von. . 1880 （德语）.
- Kossmann, E. H. . Brummel, L.; Kronenberg, M. E.; de la Fontaine Verwey, H.; Reedijk, C.  (编). . 's-Gravenhage: Nijhoff. 1958: 79–86 （荷兰语）.
- Miller, David (编). . 1987 （英语）.
- Alvarado, Ruben. . 2018 （英语）.

### 研究文献

#### 英语
- Perry, Stanley Joseph.  (学位论文). 耶鲁大学. 1953 （英语）.
- Carney, Frederick S.  (学位论文). 芝加哥大学. 1960 （英语）.
- Ruokanen, Jukka.  (学位论文). 于韦斯屈莱大学. 2025 （英语）.
- Hueglin, Thomas O. . 1999 （英语）.
- D'Entrèves, Alexander Passerin. . 1970 （英语）.

#### 德语
- Antholz, Heinz Wernet. . 1954 （德语）.
- Rebstein, Ernst. . 1955 （德语）.
- Koch, Bettina. . 2005 （德语）.
- Wyduckel, Dieter. . 2003 （德语）.
- Gierke, Otto von. . 1880 （德语）.

#### 法语
- Demelemestre, Gaëlle. . 2011 （法语）.

#### 韩语
- 조원홍 (Cho, Won-hong).  (学位论文). 首尔大学. 1992  [2025-08-11] （韩语）.